# Alternative Press
Alternative Press est un magazine musical américain de rock et de metal publié par Alternative Press Magazine, Inc. à Cleveland. Mike Shea l'a fondé en 1985. Les principaux sujets du magazine sont des interviews détaillées avec des groupes de musiques de la scène alternative (du pop punk au nü metal en passant par le post hardcore), des critiques d'albums, des articles sur des professionnels de la musiques, etc.
Aujourd'hui, Mike Shea est toujours à la tête du magazine,. Jason Pettigrew en est l'éditeur en chef et Joe Scarpelli le directeur général.

## Les débuts
Le premier numéro d'Alternative Press (AP) était un fanzine (magazine de fans) punk rock distribué par son créateur, Mike Shea, pendant des concerts à Cleveland en juin 1985. À l'époque, son aversion pour la musique diffusée à la radio et son désir de mettre en avant les groupes considérés alors (et encore aujourd'hui) comme étant underground sont les raisons qui l'ont poussé à créer AP. Il voulait les mettre en avant "sur un même support".
L'origine du nom du magazine, Alternative Press, ne vient pas du genre rock alternatif mais bien du fait que son fanzine représentait alors une alternative à la presse locale qui ne parlait pas de la musique qui, selon Mike Shea, méritait d'être entendue. Dans une interview donnée à Communities Digital News, il a déclaré que "[la raison d'être d'AP] a toujours été de parler de la musique des marginaux".
Mike Shea a travaillé sur son premier numéro chez sa mère à Aurora (Ohio). Lui et un ami, Jimmy Kosicki, visaient Coventry, un quartier de Cleveland. Pour convaincre les commerçants de faire la publicité de son magazine, il emmenait avec lui le journal de son lycée, Aurora High, qui était réalisé avec le plus grand soin et entrait chez des fleuristes et dans des Hallmark (magasins spécialisés dans l'impression de cartes de visite et de cartes de vœux) et leur disait qu'il "voulait publier un magazine de divertissements, qui allait être destiné à des jeunes et que [la publicité] ne coûterait que 25 dollars". Ils examinaient son journal et disaient qu'il faisait "très professionnel", ce qui leur a permis de rassembler assez d'argent pour éditer le premier numéro.
Au tout début, AP souffrait financièrement. Mike Shea explique que les concerts punks dont il avait fait la promotion n'avaient pas rapporté assez d'argent et qu'il avait dû supplier sa mère pour qu'elle lui prête de l'argent pour qu'AP continue d'exister. Elle le soutenait beaucoup financièrement et elle aimait avoir des punks chez elle jusque tard la nuit, assemblant des numéros dans sa salle à manger, avec du spray sur ses nappes et ses tapis. Tout cela n'a pas suffi car à la fin de 1986, il a cessé de publier faute de moyens financiers, et n'a pas repris la publication avant le printemps de 1988.

## La montée en popularité des années 1990
Grâce à la montée en popularité du rock alternatif au début des années 1990, les ventes du magazine ont augmenté. Les couvertures d'AP présentaient des groupes comme Red Hot Chili Peppers et Soundgarden, avant leur heure de gloire.
En 1994, le magazine faisait des articles sur les Beastie Boys, Henry Rollins et Love and Rockets. Selon Mike Shea, Norman Wonderly, l'éditeur du magazine, permettait à beaucoup de choses de se réaliser. Il trouvait toujours un moyen d'obtenir ce qu'il voulait. Ce n'était pas facile, il devait souvent passer des coups de téléphone assez désagréables, les publicistes n'en faisaient qu'à leur tête (comme n'accorder que 30 minutes avec leur groupe au photographe par exemple). Il y avait toujours beaucoup de choses à faire, avec des moyens financiers souvent insuffisants et certains coins de l'industrie de la musique qui n'apprécient pas vraiment le magazine, ce qui demandait de faire preuve de ruse quand c'était nécessaire. "Personne ne vous prend au sérieux à moins que vous vous preniez au sérieux, et c'est ce que Norman a toujours apporté".

## Les années 2000
Au début des années 2000, Mike Shea a décidé de tourner Alternative Press vers la musique punk plus récente associée au Warped Tour (festival de musique itinérant américain).
Les rubriques actuelles du magazine comprennent "The AP Poll" (Le sondage d'AP), "AP&R" (présentation mensuelle de groupes sans maison de disque), "Musician of the Month" (Musicien du mois) et "10 essential" (Classement de 10 morceaux essentiels sur un thème donné).
Alternative Press a sponsorisé une émission de radio (XM Radio), un podcast avec des discussions détaillées sur de nombreux sujets avec Pete Wentz de Fall Out Boy et Kevin Lyman (créateur du Vans Warped Tour). Il a également sponsorisé une compilation. Il est un sponsor majeur de tournées comme le Warped Tour, Taste of Chaos et le AP Tour.

## Les Alternative Press Music Awards (APMAs)

### 2014
La première cérémonie de remise de prix d'Alternative Press s'est déroulée en 2014. La cérémonie d'inauguration a rassemblé 6 000 personnes. De nombreux artistes ont joué tout au long de la cérémonie (Fall Out Boy, Joan Jett & the Blackhearts, Misfits, A Day to Remember, All Time Low, Asking Alexandria, Twenty One Pilots et Brendon Urie de Panic! At The Disco).
Ci-dessous, la liste des gagnants :
| Catégories                        | Nommés et gagnants (en gras) |
| --------------------------------- | --- |
| Meilleur vocaliste                | Brendon Urie, Panic! At The Disco Andy Biersack, Black Veil Brides Vic Fuentes, Pierce The Veil Kellin Quinn, Sleeping With Sirens Hayley Williams, Paramore |
| Meilleur groupe en live           | Pierce The Veil A Day to Remember All Time Low Asking Alexandria Fall Out Boy Twenty One Pilots |
| Groupe qui monte                  | Crown the Empire The Color Morale Issues Letlive The Story So Far Twenty One Pilots |
| Meilleur bassiste                 | Jaime Preciado, Pierce The Veil Jeremy Davis, Paramore Zack Merrick, All Time Low Ryan Neff, Miss May I Devin "Ghost" Sola, Motionless In White Pete Wentz, Fall Out Boy |
| Meilleur groupe international     | Bring Me The Horizon, Royaume-Uni Asking Alexandria, Royaume-Uni Crossfaith, Japon Parkway Drive, Australie Silverstein, Canada Frank Turner, Royaume-Uni |
| Prix de l'artiste philanthropique | All Time Low, Skate4Cancer Memphis May Fire, peta2 Modern Baseball, 1BlueString Pierce The Veil, Keep A Breast Rise Against, Shirts For A Cure The Used, Living the Dream |
| Meilleur guitariste               | Phil Manansala, Of Mice & Men JB Brubaker, August Burns Red Synyster Gates, Avenged Sevenfold Jack O'Shea, Bayside Chris Rubey, The Devil Wears Prada Jacky Vincent, Falling In Reverse |
| Meilleur batteur                  | Mike Fuentes, Pierce The Veil Jess Bowen, The Summer Set Josh Dun, Twenty One Pilots Matt Greiner, August Burns Red Luke Holland, The Word Alive Ryan Seaman, Falling In Reverse |
| Fans les plus dévoués             | Black Veil Brides All Time Low Avenged Sevenfold Mayday Parade My Chemical Romance Pierce The Veil |
| Prix de la légende de la guitare  | Slash |
| Chanson de l'année                | All Time Low avec Vic Fuentes de Pierce The Veil, "A Love Like War" Bring Me The Horizon, "Shadow Moses" Fall Out Boy, "My Songs Know What You Did In The Dark (Light 'Em Up)" Falling In Reverse, "Alone" Paramore, "Still Into You" Sleeping With Sirens avec MGK, "Alone"                                                                                |
| Album de l'année                  | Bring Me The Horizon, Sempiternal A Day To Remember, Common Courtesy Avenged Sevenfold, Hail To The King Black Veil Brides, Wretched And Divine, The Story Of The Wild Ones Fall Out Boy, Save Rock And Roll Paramore, Paramore Sleeping With Sirens, Feel Touché Amoré, Is Survived By Twenty One Pilots, Vessel The Wonder Years, The Greatest Generation |
| Artiste de l'année                | Fall Out Boy A Day To Remember Avenged Sevenfold Black Veil Brides Bring Me The Horizon Of Mice & Men Panic! At The Disco Paramore Pierce The Veil Sleeping With Sirens |
| Prix de l'avant-garde             | Billy Corgan |
| Prix de l'icône                   | Joan Jett |

### 2015
En 2015, la cérémonie de remise de prix s'est déroulée à la Quicken Loans Arena de Cleveland. Alex Gaskarth et Jack Barakat de All Time Low en étaient les présentateurs. Rob Zombie, New Found Glory (avec Hayley Williams de Paramore), Panic! At The Disco et Weezer se sont produits sur scène.
Ci-dessous, la liste des gagnants, :
| Catégories                        | Nommés et gagnants (en gras) |
| --------------------------------- | --- |
| Meilleur vocaliste                | Tyler Carter, Issues Vic Fuentes, Pierce The Veil Lynn Gunn, PVRIS Adam Lazzara, Taking Back Sunday Jeremy McKinnon, A Day To Remember Hayley Williams, Paramore |
| Meilleur groupe en live           | A Day To Remember Letlive Panic! At The Disco Paramore Twenty One Pilots The Wonder Years |
| Meilleur groupe qui monte         | Beartooth Echosmith Modern Baseball Neck Deep PVRIS This Wild Life |
| Meilleur bassiste                 | Kyle Fasel, Real Friends Jeph Howard, The Used Ryan Jay Johnson, Letlive Zack Merrick, All Time Low Devin "Ghost" Sola, Motionless In White Dallon Weekes, Panic! At The Disco |
| Meilleur groupe international     | The 1975, Royaume-Uni The Amity Affliction, Australie Marmozets, Royaume-Uni New Politics, Danemark Northlane, Australie Crossfaith, Japon |
| Prix de l'artiste philanthropique | Andrew McMahon in the Wilderness, Dear Jack Foundation Bayside, The Human Rights Campaign Koji, Médecins Sans Frontières Jake Luhrs d'August Burns Red, HeartSupport Simple Plan, The Simple Plan Foundation Taking Back Sunday, American Cancer Society                                                                                      |
| Meilleur guitariste               | Arun Bali, Saves The Day Jordan Buckley, Every Time I Die Tony Perry, Pierce The Veil Kevin Skaff, A Day To Remember Will Swan, Dance Gavin Dance Jacky Vincent, Falling In Reverse |
| Meilleur batteur                  | Cyrus Bolooki, New Found Glory Rian Dawson, All Time Low Jake Garland, Memphis May Fire Adam Gray, Texas In July Matt Greiner, August Burns Red Luke Holland, The Word Alive |
| Meilleur groupe underground       | Being As An Ocean The Hotelier Knuckle Puck Major League State Champs Tigers Jaw |
| Fans les plus dévoués             | All Time Low, Hustlers Crown The Empire, The Runaways Fall Out Boy, Overcast Kids Motionless In White, Creatures Paramore, Parafamily Twenty One Pilots, Skeleton Clique |
| Chanson de l'année                | Beartooth, "Beaten In Lips" Motionless In White, "Reincarnate" Real Friends, "I Don't Love You Anymore" Set It Off, "Why Worry" Sleeping With Sirens, "Kick Me" PVRIS, "My House" |
| Album de l'année                  | Beartooth, Disgusting Black Veil Brides, Black Veil Brides Circa Survive, Descensus Every Time I Die, From Parts Unknown frnkiero and the celebration, Stomachaches Gerard Way, Hesitant Alien Issues, Issues La Dispute, Rooms Of The House Linkin Park, The Hunting Party Real Friend, Maybe This Place Is The Same and We're Just Changing |
| Artiste de l'année                | Against Me! Black Veil Brides Crown The Empire Issues Motionless In White New Found Glory Of Mice & Men Slipknot Taking Back Sunday Weezer |
| Meilleur clip                     | Bring Me The Horizon, "Drown" A Day To Remember, "End Of Me" Fall Out Boy, "Centuries" Modern Baseball, "Your Graduation" PVRIS, "St. Patrick" Set It Off, "Why Worry" |
| Prix de l'icône                   | X |
| Prix de l'avant-garde             | Rob Zombie |
| Meilleur fandom                   | 5 Seconds Of Summer |

### 2016
Les APMAs de 2016 se sont déroulés à la Value City Arena de Columbus. Le chanteur de Judas Priest s'est produit en collaboration avec le groupe japonais Babymetal, Third Eye Blind avec Mayday Parade et The Maine, Andy Black avec Mikey Way, John Feldmann et Quinn Allman, Machine Gun Kelly, Of Mice & Men, Papa Roach, Good Charlotte et A Day To Remember se sont également produits.
Ci-dessous, la liste des gagnants :
| Catégorie                         | Nommés et gagnants (en gras) |
| --------------------------------- | --- |
| Meilleur vocaliste                | Alex Gaskarth, All Time Low Caleb Shomo, Beartooth Patrick Stump, Fall Out Boy Lzzy Hale, Halestorm Kellin Quinn, Sleeping With Sirens Corey Taylor, Slipknot |
| Prix Vans "Off The Wall"          | Yellowcard |
| Meilleur guitariste               | Kevin Skaff, A Day To Remember JB Brubaker, August Burns Red Kellen McGregor, Memphis May Fire Chad Gilbert, New Found Glory Misha Mansoor, Periphery Jack Fowler, Sleeping With Sirens |
| Meilleur bassiste                 | Ralph Sica, Being As An Ocean Skyler Acord, Issues Ryan Neff, Miss May I Matthew Taylor, Motion City Soundtrack Ahren Stringer, The Amity Affliction Kelen Capener, The Story So Far |
| Meilleur batteur                  | Christian Coma, Black Veil Brides Loniel Robinson, Letlive Jerod Boyd, Miss May I Dani Washington, Neck Deep Maxx Danziger, Set It Off Aaron Gillespie, Underoath |
| Meilleur groupe international     | As It Is, Royaume-Uni Babymetal, Japon Marianas Trench, Canada One OK Rock, Japon Parkway Drive, Australie You Me At Six, Royaume-Uni |
| Meilleur clip                     | All Time Low, "Something's Gotta Give" August Burns Red, "Identity" Panic! At The Disco, "Emperor's New Clothes" State Champs, "If I'm Lucky" The Wonder Years, "Cardinals" Twenty One Pilots, "Stressed Out" |
| Prix de l'icône                   | Marilyn Manson |
| Chanson de l'année                | Falling In Reverse, "Just Like You" Never Shout Never, "Hey! We Ok" Of Mice & Men, "Would You Still Be There" Panic! At The Disco, "Hallelujah" Pierce The Veil, "The Divine Zero" State Champs, "Secrets" |
| Meilleur groupe en live           | Attila Beartooth Issues Motionless In White Neck Deep Slipknot |
| Prix de l'album classique         | Good Charlotte, "The Young And The Hopeless" |
| Prix de l'artiste philanthropique | Andrew McMahon, Dear Jack Foundation Jake Luhrs, HeartSupport The Used, Living the Dream The Wonder Years, Puppies Behind Bars After School All Stars, The Herren Project, Futures Without Violence This Wild Life, National Breast Cancer Foundation You Me At Six, Passport Back to the Bars The Ghost Inside U.K. Fundraiser, PETA     |
| Fans les plus dévoués             | Issues Mayday Parade New Year's Day PVRIS The Ghost Inside The Maine |
| Meilleur groupe qui monte         | I Prevail Knuckle Puck Neck Deep New Years Day Set It Off State Champs |
| Meilleur groupe underground       | Cane Hill Creeper Moose Blood ROAM Tiny Moving Parts Too Close To Touch |
| Album de l'année                  | All Time Low, Future Hearts August Burns Red, Found In Far Away Places Bring Me The Horizon, That's The Spirit Knuckle Puck, Copacetic The Maine, American Candy Marilyn Manson, The Pale Emperor Neck Deep, Life's Not Out to Get You Sleeping With Sirens, Madness State Champs, Around the Word and Back Twenty One Pilots, Blurryface |
| Artiste de l'année                | All Time Low Beartooth PVRIS Fall Out Boy Motionless In White Panic! At The Disco Real Friends Sleeping With Sirens Slipknot Twenty One Pilots |

### 2017
Les APMAs de 2017 se déroulent à Cleveland le 17 juillet, et seront présenté par Andy Biersack. Ils ne seront pas reconduits à partir de 2018. Adrian Young, All Time Low, Against Me!, Andrew McMahon In The Wilderness, Bone Thugs, Dance Gavin Dance, Frank Zummo de Sum 41, Grayscale, Josh Dun, Juliet Simms, Korn, Machine Gun Kelly, Mina Caputo, New Years Day, ONE OK ROCK, Pierce The Veil, The Pretty Reckless, Plain White T's, Nothing More, Lzzy Hale d'Halestorm, Sleeping With Sirens, Starset, State Champs et Waterparks se produiront sur scène.
Ci-dessous, la liste des gagnants :
| Catégorie                           | Nommés et gagnants (en gras) |
| ----------------------------------- | --- |
| Meilleur vocaliste                  | Lynn Gunn, Pvris Ben Barlow, Neck Deep Cody Carson, Set It Off Derek DiScanio, State Champs John O'Callaghan, The Maine Keith Buckley, Every Time I Die |
| Meilleur guitariste                 | Ben Weinman, The Dillinger Escape Plan Claudio Sanchez, Coheed and Cambria Jordan Buckley, Every Time I Die Reba Meyers, Code Orange Steve Menoian, I Prevail Teppei Teranishi, Thrice                                                                         |
| Meilleur bassiste                   | Alex Dean, Architects Chris Hinkley, I The Mighty Fat Mike, NOFX “Fieldy” Arvizu, KORN Ryan Scott Graham, State Champs Sergio Vega, Deftones |
| Meilleur batteur                    | Arejay Hale, Halestorm Aric Improta, Night Verses Dean Butterworth, Good Charlotte Frank Zummo, SUM 41 Matt Mingus, Dance Gavin Dance JP “Rook” Cappelletty, Machine Gun Kelly                                                                                 |
| Meilleur groupe Hard-Rock           | The Pretty Reckless Bullet For My Valentine Halestorm Highly Suspect In This Moment Korn |
| Meilleur clip des nouveaux artistes | K.Flay, “Blood In The Cut” PUP, “Sleep In The Heat” SWMRS, “Palm Trees” Tiny Moving Parts, “Common Cold” Watsky, “Don’t Be Nice” With Confidence, “Voldemort”                                                                                                  |
| Meilleur clip                       | Highly Suspect, “Bloodfeather” I See Stars, “Calm Snow” KORN, “Insane” Memphis May Fire, “This Light I Hold” (featuring Jacoby Shaddix) State Champs, “Losing Myself” SUM 41, “Fake My Own Death”                                                              |
| Chanson de l'année                  | A Day to Remember, “Paranoia” Andy Black, “We Don’t Have To Dance” PierceThe Veil, “Circles” Machine Gun Kelly, “Alpha Omega” Real Friends, “Mess” Waterparks, “Stupid For You”                                                                                |
| Meilleur groupe en live             | Beartooth Dance Gavin Dance Falling In Reverse In This Moment Issues NOFX |
| Fans les plus dévoués               | Melanie Martinez Motionless In White Paramore PVRIS Sleeping With Sirens Twenty One Pilots |
| Meilleur groupe qui monte           | Avatar Creeper Ice Nine Kills Moose Blood One Ok Rock Waterparks |
| Meilleur groupe underground         | Broadside Knocked Loose Movements Palaye Royale Silent Planet With Confidence |
| Album de l'année                    | Andy Black, The Shadow Side Tonight Alive, Limitless Architects, All Our Gods Have Abandoned Us Attila, Chaos Beartooth, Aggressive Every Time I Die, Low Teens I Prevail, Lifelines Moose Blood, Blush Pierce The Veil, Misadventures Waterparks, Double Dare |
| Artiste de l'année                  | A Day to Remember Blink-182 Fall Out Boy Good Charlotte Green Day Machine Gun Kelly Panic! At The Disco Pierce The Veil SUM 41 The Pretty Reckless |